# Miguel Alfonso Murillo
Miguel Alfonso Murillo (15 de octubre de 1951-Bogotá, 15 de agosto de 2017), fue un actor colombiano de cine, teatro y televisión. Con una extensa carrera en la televisión y el cine de Colombia, Murillo ganó en 1988 un premio India Catalina a mejor actor de reparto por su papel de Patetarro en Las muertes ajenas. En televisión participó en otras reconocidas producciones como Pero sigo siendo el rey (1984), Los pecados de Inés de Hinojosa (1988), Pecado santo (1995), Rauzán (2001), La venganza (2002) y Kdabra (2009). También ha participado en producciones cinematográficas, de las que destacan El niño y el papa (1986) y Golpe de estadio (1998).
El actor falleció el 15 de agosto de 2017 en la ciudad de Bogotá, donde residía desde hacía varios años, Murillo sufría de una enfermedad degenerativa.

## Filmografía seleccionada

### Cine
- El niño y el papa (1986)
- Golpe de estadio (1998)

### Televisión
- Pero sigo siendo el rey (1984)
- Los Cuervos (1985)
- Tuyo es mi corazón (1985)
- Extraña pareja (1986)
- Las Muertes Ajenas (1987)
- El Segundo Enemigo (1988)
- Zarabanda (1988)
- Los pecados de Inés de Hinojosa (1988)
- ¿Por qué mataron a Betty si era tan buena muchacha? (1989)
- Pecado santo (1995)
- Yo amo a Paquita Gallego (1998)
- Rauzán (2000)
- La venganza (2002)
- Zorro: la espada y la rosa (2007)
- Kdabra (2009)